# Lista de estações do Metro de Rennes
Esta é a lista das estações da linha única do Metro de Rennes. Tem um comprimento de 9,4 quilômetros e conta com 15 estações, 13 delas subterrâneas.

Diagrama geográfico do Metro de Rennes.

- J.F. Kennedy
- Villejean-Université
- Pontchaillou
- Anatole France
- Ste-Anne
- République
- Charles de Gaulle
- Gares
- Jacques Cartier
- Clemenceau
- Henri Fréville
- Italie
- Triangle
- Blosne
- La Poterie